# Stites (Idaho)
Stites es una ciudad ubicada en el condado de Idaho en el estado estadounidense de Idaho. En el Censo de 2010 tenía una población de 221 habitantes y una densidad poblacional de 812,65 personas por km².

## Geografía
Stites se encuentra ubicada en las coordenadas 46°5′33″N 115°58′36″O / 46.09250, -115.97667. Según la Oficina del Censo de los Estados Unidos, Stites tiene una superficie total de 0.27 km², de la cual 0.24 km² corresponden a tierra firme y (10.48%) 0.03 km² es agua.

## Demografía
Según el censo de 2010, había 221 personas residiendo en Stites. La densidad de población era de 812,65 hab./km². De los 221 habitantes, Stites estaba compuesto por el 95.02% blancos, el 1.36% eran afroamericanos, el 1.81% eran amerindios, el 0% eran asiáticos, el 0% eran isleños del Pacífico, el 0% eran de otras razas y el 1.81% pertenecían a dos o más razas. Del total de la población el 3.17% eran hispanos o latinos de cualquier raza.